# Howard Dietz
Pour les articles homonymes, voir Dietz.
Howard Dietz, né le 8 septembre 1896 et mort le 30 juillet 1983 à New York, est un publicitaire américain, auteur et librettiste, connu en particulier pour sa collaboration avec Arthur Schwartz.

## Biographie

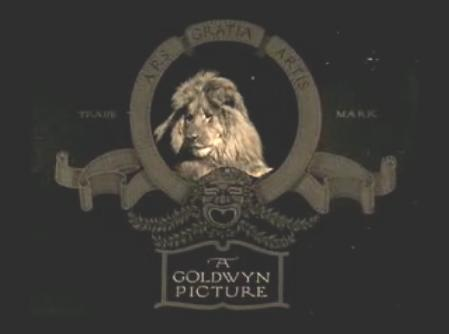
Logo des productions Goldwyn Picture.

Né à New York en 1896, il fait ses études au Collège Columbia et étudie le journalisme à l'Université Columbia. Il a été directeur de la publicité pour Goldwyn Pictures et ultérieurement pour Metro-Goldwyn-Mayer, et est crédité pour avoir créé Leo le lion, le logo apparaissant au début des productions du studio. Il a également choisi le slogan de MGM : Ars Gratia Artis. Dietz a déclaré qu'il avait décidé d'utiliser un lion comme mascotte de l'entreprise pour rendre hommage à l’Université Columbia, dont l’équipe sportive était surnommée « The Lions »,; il a en outre ajouté que la chanson de combat de l'école, « Roar, Lion, Roar », l'avait inspiré pour faire rugir le logo suivant.
Il commence en 1929 une longue association avec le compositeur Arthur Schwartz, et composent de nombreuses comédies musicales pour Broadway.
En 1942 il est promu vice-président de MGM chargé de la publicité, et occupe ce poste jusqu'à sa retraite en 1957.
Il a conservé des documents sur l'ensemble de ses activités concernant sa carrière, et après sa mort à l'âge de 86 ans ses archives ont été données à la New York Public Library, constituant la plus importante collection provenant d'une seule personne.

## Broadway
- Dear Sir — 1924 (musique de Jerome Kern)
- Merry-Go-Round — 1927 (musique de Henry Souvaine et Jay Gorney)
- The Little Show — 1929 (musique d'(Arthur Schwartz)
- The Second Little Show — 1930 (musique de Schwartz)
- Three's a Crowd — 1930 (musique de Schwartz)
- The Band Wagon — 1931 (musique de Schwartz)
- Flying Colors — 1932 (musique de Schwartz)
- Revenge with Music — 1934 (musique de Schwartz)
- At Home Abroad — 1935 (musique de Schwartz)
- Between the Devil — 1937 (musique de Schwartz)
- Keep Off the Grass — 1940 (Dietz contribue à trois chansons, musique de Jimmy McHugh)
- Jackpot — 1944 (musique de Vernon Duke)
- Sadie Thompson — 1944 (musique de Duke)
- Inside U.S.A. — 1948 (musique de Schwartz)
- The Gay Life — 1961 (musique de Schwartz)
- Jennie — 1963 (musique de Schwartz)

## Filmographie
- 1934 : Hollywood Party : scénario
- 1935 : Tous en scène : Lyrics

## Chansons
- That's Entertainment!
- All The King's Horses
- Alone Together
- Got A Bran' New Suit
- You and the Night and the Music